# Placea amoena
Placea amoena là một loài thực vật có hoa trong họ Amaryllidaceae. Loài này được Phil. miêu tả khoa học đầu tiên năm 1896.

## Hình ảnh

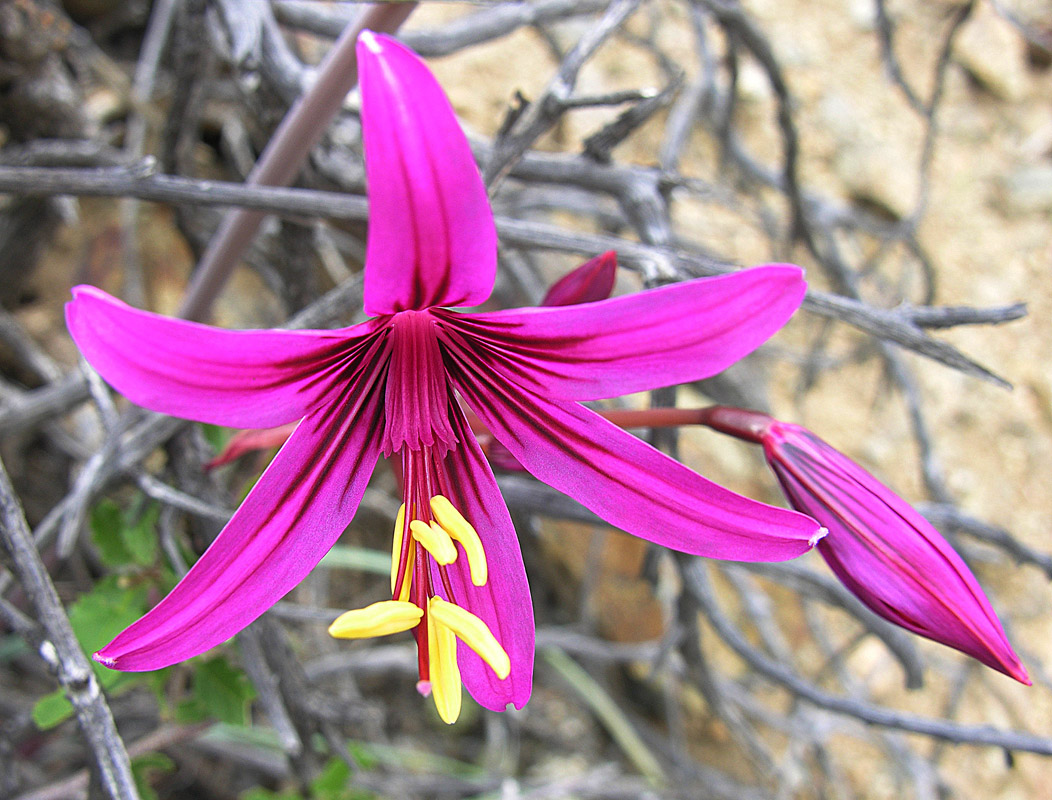